# Euphyia albimedia
Euphyia albimedia är en fjärilsart som beskrevs av Louis Beethoven Prout 1910. Euphyia albimedia ingår i släktet Euphyia och familjen mätare. Inga underarter finns listade i Catalogue of Life.